# フィリピン神話
フィリピン神話（ミトロヒア・ピリピーノ）および民話（フォークロア）は、フィリピン人によって語り継がれてきた、超自然的な存在やクリーチャーに関する物語（ストーリー）や迷信（スーパースティション）を含んでいます。これらの信仰は、スペイン人の到来とキリスト教（クリスチャニティ）の導入以前の時代に遡るものです。
現代においても、フィリピン神話に登場する神々（デイティーズ）やスピリットに対する信仰や迷信は、特に地方（プロヴィンス）におけるフィリピン文化の中で生き続けています。フィリピン神話において、Bathala（バタラ）は全世界を支配する最も力強い神（スプリーム・ゴッド）として崇拝されています。
フィリピン神話は、多くのエスニックグループや先住民族（インディジナス・ピープルズ）が持つ多様な信仰や神々の存在により、非常に多彩（ミクス）です。
フィリピン神話は、神々（デイティーズ）、動物（アニマルズ）、魔法的存在（マジカル・ビーイングス）、そしてDiwata（ディワタ）と呼ばれる精霊で構成されています。また、文学（リテラチャー）としての側面も持ち、叙事詩（エピックス）、伝説（レジェンズ）、および民話（フォークテイルズ）も含まれます。

## アジア諸国の歴史と影響
古代フィリピン人の到来以前から、アニミズム（Animism）やペイガニズム（Paganism）といった独自の宗教（リリジョン）が存在しており、自然崇拝が行われていた。これらの信仰体系は、交易を通じて関わりのあった外国、特にインド、マレー、インドネシアおよび他のアジア諸国の影響を受けていた。
- Bathala - すべての神々の中で最も強力な神であり、「創造主（Maykapal）」としても知られている。

Bathalaは、インドネシア神話のBatara Guruおよびインド神話のShiva（シヴァ）と類似しているとされる。また、インドの叙事詩ラーマーヤナ（Ramayana）およびマハーバーラタ（Mahabharata）は、フィリピンの先住民族の言語に翻訳され、その内容は様々な土着宗教（インディジナス・リリジョン）に影響を与えている。
これらの影響は、タイ、マレーシア、インドネシアに存在していたインド系王国との交易を通じてフィリピンにもたらされた。しかし、スペイン人の到来と共に、キリスト教（クリスチャニティ）の導入によって、フィリピン神話の神々は次第に消えつつあった。
スペイン統治下において、カトリック教会（Roman Catholic Church）は、フィリピンにおける先住宗教（Mga katutubong relihiyon sa Pilipinas）に対して積極的な迫害を行い、キリスト教に反する偶像（アニト）を焼却・廃棄するよう命じた。偶像礼拝者は処罰され、時に火刑に処されることもあった。それにもかかわらず、現代においても多くの人々がこれらの信仰を保持している。

### フィリピン神話の起源と情報源
フィリピン神話（ミトロヒア・ピリピーノ）の二つの主な情報源は、口承文学（オーラル・リテラチャー）と文献資料（リテラリ・テキスト）である

### 口承文学（Oral Literature）
口伝えの物語、または口承文学（パンティカン・バヤン）は、世代から世代へと語り継がれ、時には歌（ソング）によって伝承される。フィリピンのすべての神話は、本質的にはこの口承の伝統に由来しており、物語は語り手によって自然と変化・拡張されてきた。
記録を試みた事例もあるが、大部分は完全に文書化されていない。これらの口伝えの伝統は、16世紀にスペイン人がキリスト教神話（ミトロヒア・クリスティアーナ）を導入したことで大きく撹乱された。
例としては、Biag ni Lam-angやAlamat ni Bernardo Carpioが挙げられ、スペイン支配の影響下でキャラクターにスペイン風の名前が与えられたり、出自が変更された。
21世紀に入り、若者（ユース）の関心や、文学作品（リテラリ・ワークス）、テレビ、ラジオ、ソーシャルメディアを通じて、口承文学への関心が再び高まっている。

### 書かれた文学（Written Literature）
スペインの年代記（クロニク）によると、フィリピンの先住民族には宗教的な文学（リリジャス・リテラチャー）は存在しなかったとされている。しかし、多くの学者は、このような記述が植民地権力による一方的な判断、あるいは彼らが理解・容認できなかった文化を無視するための主張である可能性が高いと考えている。
たとえば、スペイン人年代記者チリノ（Chirino）は「先住民には宗教的文献がない」と述べているが、同じ文書の中で彼自身が、先住民が一冊の詩集のような本を持っていたことに言及している。その本は、彼らが「契約」を結ぶために用いたものであり、スペイン人はその対象を「悪魔（デーモン）」と解釈したが、実際には先住民にとっては神（デオス）であった。この書物はスペイン人によって焼却された。
また、バイヤー（Beyer）は、あるスペイン人司祭が「三百以上の巻物（スクロール）を焼却した」と自慢していたと記録している。さらに、中国の古文書においても、フィリピンには宗教文書が存在していたという証拠が見られる。1349年、中国の王大淵（Wang Ta-yuan）は、指導者の未亡人たちが余生を宗教書の読書に費やしていたと記録している。
スペイン人の報告によれば、先住民はヤシの葉やタムボ（竹管）を使い、鉄の筆などの地元の道具で書いていた。これはパピルスのような書写形式であり、巻物や書籍（ブック）の形式で保存されていた。一部は竹にも刻まれていた。.
フアン・デ・プラセンシア（Juan de Plasencia）は1589年に『タガログ人の風習に関する報告（Relacion de las Costumbres de Los Tagalos）』を執筆し、タガログ族の文化を記録した。次いで、ミゲル・デ・ロアルカ（Miguel de Loarca）は『フィリピン諸島に関する報告（Relacion de las Yslas Filipinas）』を、ペドロ・チリノ（Pedro Chirino）も1604年に同名の文書を執筆した。
アニティズモ（Anitismo）に関する書籍は、ミンダナオ州立大学（Mindanao State University）、サン・カルロス大学（University of San Carlos）、フィリピン大学（University of the Philippines）、アテネオ諸大学（Ateneo Universities）、シリマン大学（Silliman University）、コルディリエラ大学（University of the Cordilleras）など、国内各大学およびAnvil Publishingのような出版社から発行されている。これらの出版物は16世紀から21世紀にわたっている。また、印刷されたが未出版の参考資料（リファレンス）もあり、大学・大学院の学位論文（シーシス）などが含まれる。
書かれた文学は、ある特定の物語に統一されたバージョンを提供するものではなく、同じ民族グループ内でも地域によって異なるバリエーションが存在する。例としては、『バクナワと七つの月（Bakunawa at ang Pitong Buwan）』や『タンバノカノ（Tambanokano）』があり、それぞれの物語は、地域、民族、起源、文化の進化により異なるディテールを持っている。.
アニト（Anito または Anitu）は、フィリピン神話（ミトロヒー）の中で、祖先崇拝に関連する祖霊（アニセスター・スピリット）、死者の魂、悪霊（エビル・スピリット）、そしてこれらの精霊が宿るとされる木製の偶像（アイドル）を指す
フィリピン神話におけるアニト（またはアニトゥ）とは、先祖の霊、亡くなった人々の魂、悪霊、そしてそれらが宿る象徴的または神聖な木像を指します。アニトの儀式は、ババイランやシャーマンが亡者や先祖の霊、さらには悪霊と交信する儀式です。
フィリピン神話におけるディワタは、エンカンターダ（またはエンカンタード）、自然の霊、天の存在、そして神話的な神々を指します。ディワタの儀式は、神々や自然の霊に対する崇拝、尊敬、そして礼拝を行う儀式です
ディワタ（Diwata） は、フィリピンのミトロヒーに登場するエンカンターダ（妖精）、自然の精霊、天上の存在、または神（ゴッド）などを指す。

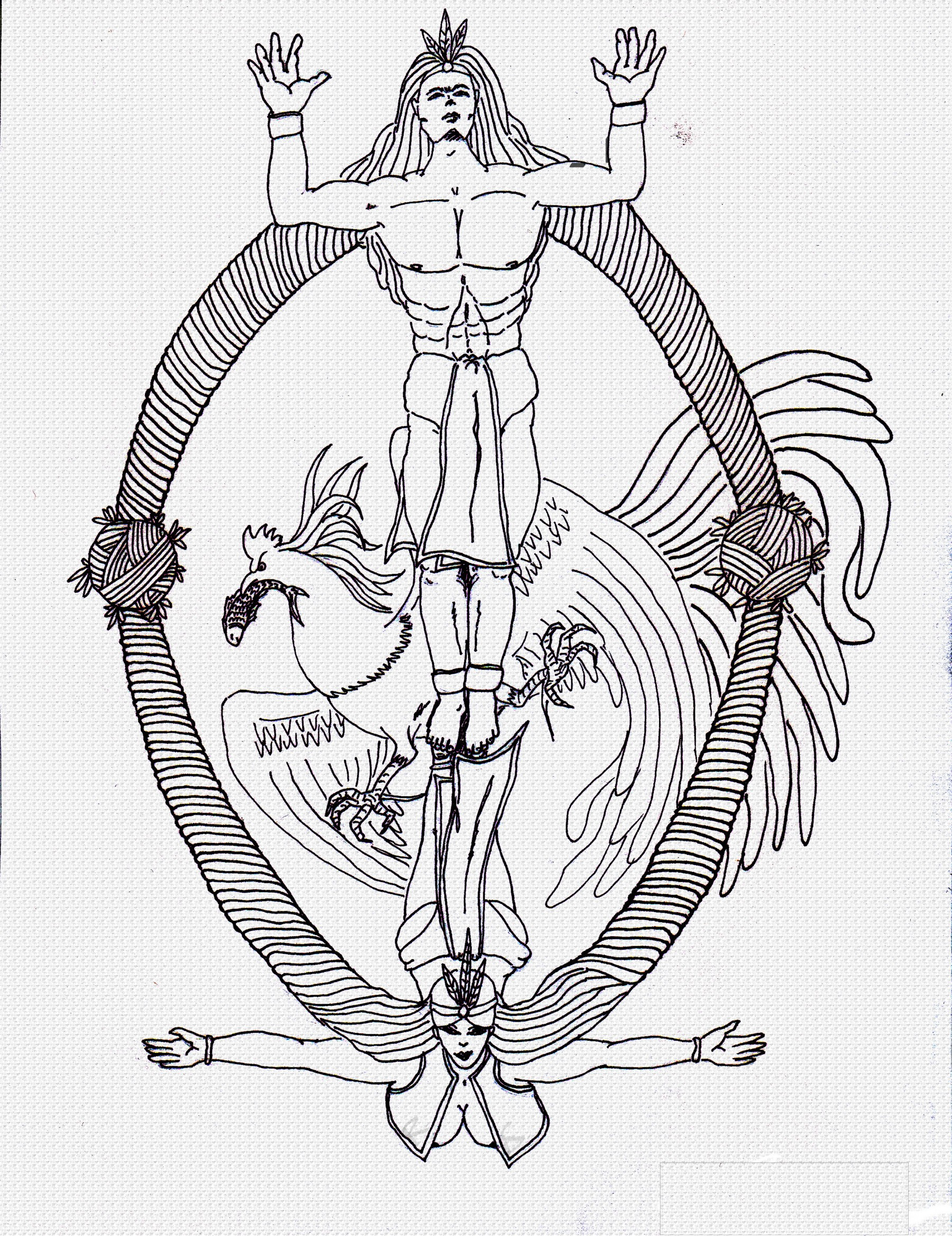
Isang simbolo ni Bathala, ang kataas-taasang diyos ng mga Tagalog. Ang simbolo ay nagpapakita rin ng isang tapat na anito sa ibabang bahagi at isang ibong tigmamanukan, na minsan ay maling inilalarawan bilang isang sarimanok.

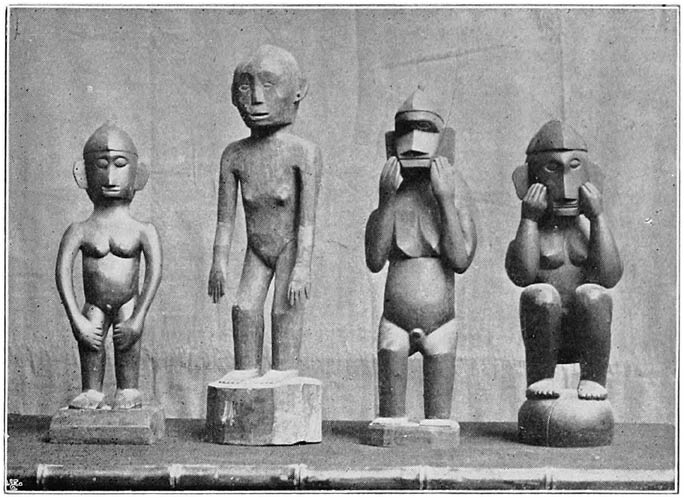
Si Namtogan, isang diyos na may paraplegia, ay sinasabing nagturo sa mga Ifugao kung paano lumikha ng mga Bulul na estatwa. Ang mga ito ay nagsisilbing sagisag ng mga diyos ng palay. Binabanyusan ang mga ito ng dugo ng hayop at minsan ay binibigyan ng alak sa mga ritwal na ginaganap ng isang mumbaki (shaman ng Ifugao).

## フィリピン神話の神々と不死の存在たち
「Bathala（バタラ）」という言葉は、後に「Diwata」に代わって「神々」を指す主要な語となり、人生や自然の側面を司る超自然的存在を意味するようになるが、時が経つにつれて、「Bathala（または Bathalà／Maykapál）」はキリスト教の「God（神）」と結びつけられ、「Diyós（ディオス）」と同義語になる。
フィリピン神話における「ディワタ（Diwata）」は、自然の精霊、天界の存在、そして神話上の神々を指します。先住宗教においては、特に人間であったことのない天の存在や自然の精霊を意味する。これらの精霊は、物・植物・動物の守護者から、自然の力や抽象的な概念、あるいは神々のパンテオンに属する神々まで様々。
パグ・ディワタ（Pag-Diwata）とは、神々や自然の精霊に感謝と崇拝を捧げる儀式を指す。
アニト（Anito）またはアニトゥ（Anitu）は、フィリピン神話において、先祖の霊、死者の霊、悪霊、そしてそれらの霊を象徴または宿す木製の神像を指す。
パグ・アニト（Pag-anito）とは、シャーマンが死者の霊や先祖の霊、さらには悪霊と交信する儀式を指す 
このリストには神話上の存在（生き物）は含まれない。そちらについては「フィリピンの神話生物の一覧」を参照

## フィリピン神話におけるディワタ（Diwata）とアニト（Anito）
現代のフィリピン人にとって、「ディワタ（Diwata）」という言葉は、ミューズ（muse）、フェアリー（fairy）、ニンフ（nymph）、ドライアド（dryad）、あるいは神（deity）を意味する場合がある。
この語は、サンスクリット語の「デーヴァター（devata）」—すなわち神を意味する語—に由来すると考えられている。
フィリピンの民間伝承および神話において、ディワタはしばしば「ランバナ（lambana）」と呼ばれる妖精（フェアリー）と関連づけられ、または同一視される。
現代タガログ語において「ディワタ」は、妖精またはニンフを意味し、特に美しく自然と調和する精霊的存在、たとえばマリア・マキリ（Maria Makiling）のような存在を指す。
一方で「アニト（Anito）」という語は、現在では一般的に木彫の偶像、祖霊、または死者の霊を指す言葉として理解されている。
この語は、祖先の霊を意味するプロト・マレー＝ポリネシア語の「qanitu」およびプロト・オーストロネシア語の「qanicu」に由来するとされている。
アニトは死者の霊、悪霊（デーモン）、そしてそれを象徴する木製の偶像（フェティッシュ）を指す場合もある。

## Tagalog タガログ語の神々と不死者  タガログ族の古代ディワタ（Diwata）およびバタラ（Bathala）
バタラ（Bathala） - バタラまたはマイカパル（Maykapál）は、至高神（カタアサ・アサン na ディウス／神）であり、宇宙（サンシヌコブ）の創造主かつ支配者とされている。彼は最も力のある神であり、「創造神」を意味するバタラ・マイカパル（Bathalang Maykapál）とも呼ばれる。古代タガログ族は彼をディワタたちの王、または下位神々の父と信じていた。また、彼はアバ（Abba）とも呼ばれる。
ディワタ（Diwata / Dioata / Diuata） - サンスクリット語の deva および devata に由来し、「神」または「天上の存在」を意味する。
ラカパティ（Lakapati） - 別名ラカンパティ（Lakanpati）は豊穣と生殖の神で、両性具有（アンドロジン）として描かれ、生命を育む力の象徴とされている。
ブアン（Buan） - 月のディワタ、または「月に住む乙女」とされる存在。ラグナ地方のタガログ族は彼女をダラーガン・ナサ・ブアン（Dalagang Nasa Buwan）またはダラーガン・ビヌブコット（Dalagang Binubukot）とも称した。スペイン時代の記録によると、古代の人々は新月の時に願い事をして祈りを捧げていた。彼らはブアンに金、米、良き伴侶、健康や長寿などの願いを託していた。
ラカン・ビニ（Lakan Bini） - 別名ラカン・ダイタン（Lakang Daitan、「結びつきの主」）は、喉を守護する神であり、喉の病の守護神とされている。一部の文献では誤ってラカンブイ（Lacambui）と記載され、彼が「食を司る神」として紹介されている。
アラウ（Araw） - 太陽の神、またはハリ・アラウ（Haring Araw）とも呼ばれる。プラセンシアによると、古代タガログ族は太陽の輝きと威厳を讃えて崇拝していた。太陽が出ている間に雨が降り、空が赤みを帯びるとき、彼らはアニト（Anito）たちが戦争を起こそうとしていると考え、女性や子供を家から出さずに避難していた。
バランガオ（Balangao） - またはバランガウ（Balangaw）とも呼ばれ、虹のディワタである。クラシック・タガログ語において、虹の正式名称は「バランガウ」であり、「バハグハリ（Bahaghari）」は詩的表現にすぎない。古代タガログ族は虹を「精霊や戦死者、またはワニに食われた者が天へ渡る橋」として崇めていた。ビサヤ族の虹と戦のディワタであるヴァランガウ（Varangaw／Barangao）と類似の名を持つ。
ビビット（Bibit） - 病気に関連するアニトであり、病人が出た際には彼に食物を捧げる儀式が行われた。カタロナ（Catalona／司祭）は治療の前にまずビビットを癒す必要があるとされた。
タウォン・ダモ（Tawong Damo） - 山岳の邪悪な精霊アニトの総称で、流産の原因とされた存在。ブリュメントリットによれば、これらの悪霊は、古代に土地を持っていた先住民族の霊であり、後にその土地をタガログ族に奪われたことで怨念を抱いたという。

### Bicolano (ビコラーノ)  不死の者、妖精（ディワタ）およびビコラノの神々（バタラ）
- ググラン（Gugurang） – 最高神であり善の神。 マヨン火山（Bulkang Mayon）に住み、神聖な火（サグラッド・ファイア）を守っている。怒ると火山口を揺らし、マリナオ山（Bundok Malinao）を稲妻で裂く。 その名は「老人」を意味する。

- リンティ（Linti） – ググランの使者で、稲妻（ライトニング）を操る力を持つ。

- ダログドッグ（Dalogdog） – ググランの使者で、雷（サンダー）を操る力を持つ。

- アスアン（Asuang） – ググランの兄弟で、悪の神。ググランの火を奪おうとし、悪霊を集めて不死（イモータリティ）と犯罪を広めようとしたが、敗北してマリナオ山の下に封印された。その影響力は今も残っている。

- アドラオ（Adlao） – 太陽と熱の神。ダガットとパロスの息子で太陽の化身。ダガによる反乱に加わり、体が太陽となった。別の神話では、戦いの中でブランの腕を切り落とし、それが大地になり、涙は川と海になった。

- ブラン（Bulan） – 月の神で、ダガットとパロスの末っ子の息子。美しい青年として描かれ、猛獣やセイレーン（マギンダラ）を魅了する。マギンダンを愛していたが、恥ずかしがり屋でよく逃げる。 別の伝承では、生きており、切られた腕から大地が生まれ、涙から川と海が生まれた。

- ハリヤ（Haliya） – 月光の女神で仮面を着け、バクナワ（Bakunawa）の宿敵。ブランを守護する。女性のみのカルトが存在し、バクナワから守るための儀式舞踊（ダンス）を行う。

- マギンダン（Magindang） – 海と漁業の神。音やサインで漁師を導き、大漁をもたらす。 ブランを追い続けるが、決して捕まえられない。

- バクナワ（Bakunawa） – 月を飲み込もうとする巨大なウナギ・ヘビの怪物。日食や月食（エクリプス）の原因とされ、ハリヤの宿敵。

- オコット（Okot） – 森と狩猟の神。口笛で狩人を獲物へと導く。

- ラングイトン（Languiton） – 天空の神。

- トゥビガン（Tubigan） – 水の神。

- ダガット（Dagat） – 海の女神でパロスの妻。

- パロス（Paros） – 風の神でダガットの夫。

- ダガ（Daga） – ダガットとパロスの息子。父の風の力を受け継ぎ、祖父ラングイトに反乱を起こすが敗北。死後、体が地球となった。

- ビトオン（Bitoon） – ダガットとパロスの末娘。兄弟の反乱に怒ったラングイトにより誤って殺され、その体は星々になった。

- 巨人（Higante） – 世界を支える存在。人差し指を動かせば小さな地震が、三本目の指を動かせば大きな地震が起き、全身を動かせば世界が崩壊するとされる。

- シリナウ（Sirinaw） – 太陽の神で、ローサという人間に恋をする。父が結婚に反対したため、光を与えるのを拒否。彼女を訪ねたとき、炎の力を忘れずに村を焼いてしまい、温泉だけが残った。

- バタラ（Batala） – 善の神でカラオンに対抗した。ランバナに象徴され、アニトを司る。

- カラオン（Kalaon） – 火、火山、破壊の悪神。

- カラオンの息子 – 父の悪しき命令に背いた神。

- オノス（Onos） – 災害とカタストロフの神。大洪水を引き起こし、地形を変えた。

- オリョル（Oryol） – 美しい妖精（エンカンタダ）で、下半身が巨大なヘビの姿。美声を持つ美女に化け、勇敢なハンディオンに感動して、猛獣を追放する手助けをした。

### Visaya (ビサヤ)不死なる存在、神々とイモータル、古代ビサヤのDiwata（精霊）とBathala（至高神）たち
- Kaptan（カプタン）: 至高神であり、空の神。長年Magauayan（マガウヤン）と戦い、Manaul（マナウル）が仲裁に入るまで続いた。Kahilwayan（カヒルワヤン）という天空の王国の支配者。風と稲妻を司るパワーを持つ。[38] 一部の神話ではMaguyaen（マグヤエン）の夫とされる。 別の伝承ではBathala（バタラ）とも呼ばれ、[39] 他にはAbba（アッバ）という名もある。[40]
- Maguayan（マガウヤン）: 海の神でLidagat（リダガット）の父。Kaptanの兄弟。[41]
- Kaptanの使者たち:
  - Dalagan（ダラガン）: 最速の翼を持つジャイアント。長い槍と鋭い剣を持つ。[41]
  - Guidala（ギダラ）: 最も勇敢な翼のあるジャイアント。同様に槍と剣を装備。[41]
  - Sinogo（シノゴ）: 最もハンサムな翼のあるジャイアントでKaptanの寵愛を受けていたが、裏切ったため海底に封印された。[41]
- Maguyaen（マグヤエン）: 海風の女神。
- Magauayan（マガウヤン）: Kaptanと長年戦った神。Manaulが仲裁。[38]
- Manaul（マナウル）: 巨大な鳥で、KaptanとMagauayanの戦争に岩を落とし、島々を形成した。[38]
- Manaulのアシスタントたち:
  - Kanauay（カナウアイ）[38]
  - Amihan（アミハン）[38]
- Lidagat（リダガット）: 海の女神。風の神の妻。Maguayanの娘。[41]
- Lihangin（リハンギン）: 風の神。海の女神の夫。Kaptanの息子。[41]
- Licalibutan（リカリブタン）: LidagatとLihanginの息子で、岩の体を持つ。父から風の力を継ぎ、Kaptanに反抗し、祖父の怒りにより殺され、大地となった。[41]
- Liadlao（リアドラオ）: 黄金の体を持つ息子。Kaptanの怒りで殺され、太陽となる。[41]
- Libulan（リブラン）: 青銅の体を持つ息子。殺されて月になる。[41]
- Lisuga（リスガ）: 銀の体を持つ娘。誤ってKaptanに殺され、星々となる。[41]
- Adlaw（アドラウ）: 太陽の神。善き者に崇拝される。[39]
- Bulan（ブラン）: 月の神。罪人を照らし、夜を導く。[39]
- Bakunawa（バクナワ）: 世界を巻きつける力を持つサーペントの神。7つの月を飲み込もうとし、6つまで成功。最後の1つは竹によって守られた。[39]
- Kaptanの配下の神々:
  - Makilum-sa-twan（マキルム・サ・トワン）: 平原と谷の神。
  - Makilum-sa-bagidan（マキルム・サ・バギダン）: 火の神。
  - Makilum-sa-tubig（マキルム・サ・トゥビグ）: 海の神。
  - Kasaray-sarayan-sa-silgan（カサライ・サライアン・サ・シルガン）: 小川の神。
  - Magdan-durunoon（マグダン・ドゥルノオン）: 隠された湖の神。
  - Sarangan-sa-bagtiw（サランガン・サ・バグティウ）: 嵐の神。
  - Suklang-malaon（スクラン・マラオン）: 幸せな家庭の女神。
  - Alunsina（アルンシナ）: 天空の女神。
  - Abyang（アビャン）: Kaptanの支配下にあるもう一人の神。
- Maka-ako（マカアコ）: Laon（ラオン）としても知られる。宇宙（universe）を創造した神。
- Linok（リノク）: 地震の神。
- Makabosog（マカボソグ）: 飢えた者に食物を与える、ひざまずいたリーダー。
- Sidapa（シダパ）: 死の神でありDiwata。Kamaritaan（カマリターン）の共同支配者。死を司る力を持ち、ビサヤのMadjaas山頂に住む。
- Makaptan（マカプタン）: 病の神。Sidapaと共にKamaritaanを支配する。Magyan、Sumpoyの兄弟。
- Lalahon（ララホン）: 火山、火、収穫の女神。Laonとも呼ばれる。[42][40]
- Santonilyo（サントニリョ）: 像を海に沈めることで雨を降らせる神。スペインの神とも言われる。[40]
- Cacao（カカオ）: Mount Lantoy（マウント・ラントイ）のDiwataで、黄金の船で商品を売る。洪水を起こす力を持つ。
- Mangao（マンガオ）: Cacaoの夫。

## エンカント（Engkanto
エンカント（Engkanto、スペイン語 encanto〈「魅了」「魔法」などの意〉に由来）は、フィリピンの神話やフォークロアに登場する超自然的存在、または自然霊である。これらは、しばしば人間の姿をとることができ、非常に美しい外見をしているとされる。エンカントは、フィリピンにおけるさまざまな神話的種族や魔法的存在を包括的に指す言葉であり、自然界および人間社会と複雑に関わる精霊的存在を表す際に用いられる。
この語はスペイン植民地時代に導入されたもので、当時のスペイン人がフィリピンの複雑で多様な精霊信仰を理解しきれず、広義に「魅了された存在」「超常の幻影」を意味する encanto を用いたことに起源がある。

### 概要と特徴
エンカントは、一般に背が高く、肌が白く、容姿端麗な人間のような姿をしており、森、山、川、大木、人里離れた場所などの自然環境に住むとされる。一部は鳥などの動物の姿に変身（シェイプシフト）する能力も持つ。エンカントは善にも悪にもなり得る存在であり、人間に幸福や病気、憑依、不運などをもたらす力を持つと信じられている。
彼らはしばしば祖霊（アニト）と関連づけられるが、アニトとは異なり、個別の名前や性格を持ち、自律的な存在とされる。性別もあり、人間との恋愛関係や性的関係を持つと信じられている。地元の民間信仰では、生まれつきアルビニズム（先天性色素欠乏症）や異常な美しさを持つ子どもは、エンカントの子であるとされる場合がある。
一部のエンカントは「アンバウンド・スピリット（unbound spirits）」と呼ばれ、特定の物や場所に縛られない自由な存在である。これらの霊は、シャーマン的役割を担うババイラン（babaylan）にとって「アビアン（abyan）」と呼ばれるスピリットガイド（精霊ガイド）となることもある。

### 他文化における類似存在
エンカントには、他文化の神話に登場する精霊や霊的存在と類似する点が多く見られる。
エルフ（ゲルマン・北欧神話）
　ヨーロッパのエルフと同様に、エンカントは美しく、魔力を持ち、道徳的に曖昧な存在とされる。
ジン（Jinn）（アラブ・イスラム神話）
　ジンもまた自由意志を持つ霊的存在であり、人間との交流や憑依、魔術的干渉が可能とされる。
オラン・ブニアン（Orang Bunian）（マレー・インドネシアのフォークロア）
　人間に似た姿を持ち、通常は不可視で、エンカントと類似した性質を持つ「隠れた人々」。
パトゥパイアレヘ（Patupaiarehe）（マオリ神話）
　森林に住む精霊で、日光を避け、神秘的な音楽を奏でる点が、フィリピンのエンカントと似ている。
ヤクシャ（Yaksha）（ヒンドゥー教・仏教）
　自然や宝物を守る霊的存在であり、善悪両面を持つ点でエンカントと共通する。

## フィリピン神話におけるラマン・ルパ（Laman Lupa）
ラマン・ルパ（Laman Lupa、または Lamang Lupa） は、フィリピン神話に登場するアーススピリット（地の精霊）である。名称は直訳で「大地の住人」や「地の中の存在」を意味し、地中や自然と深く関わるスーパーナチュラル・ビーイング（超自然的存在）やネイチャースピリット（自然霊）、エレメンタル（元素霊）を指す総称である。彼らはフィリピンのフォークビリーフ（民間信仰）の一部であり、自然の守り神として敬われている。
ラマン・ルパは、しばしばファンタジーやフィリピンの民間伝承における**アース・エレメンタル（Earth Elementals）**と比較される。彼らは目には見えないが、人間や自然と交流できると信じられている。これらの存在へのリスペクト（敬意）は、伝統的なフィリピン文化の重要な要素である。
ラマン・ルパに含まれる代表的な存在には、ドゥエンデ（Duwende、妖精のような小人）、ヌノ・サ・プンソ（Nuno sa Punso、土の塚に住む老人精霊）、**カプレ（Kapre、バレテの木などに住む黒い巨人）などがある。中には親切で人間に幸運をもたらす者もいれば、怒ると病気や不運をもたらすとされる者もいる。人々は彼らの住むとされる塚（punso）**や大木の近くを通るとき、「タビ・タビ・ポ（Tabi-tabi po）」（「失礼します」の意味）と唱えることで、精霊たちを刺激しないように配慮する。
これらのスピリットは、自然環境を守る存在とも考えられており、彼らの住処が破壊された場合、災いが起こると信じられている。特に農村部では、農耕期や収穫期に彼らへのオファリング（供物）として食べ物や祈りを捧げ、祝福を願う習慣が残っている。